# Мерсфелд
Мерсфелд (њем. Mörsfeld) општина је у њемачкој савезној држави Рајна-Палатинат. Једно је од 81 општинског средишта округа Донерсберг. Према процјени из 2010. у општини је живјело 530 становника. Посједује регионалну шифру (AGS) 7333046.

## Географски и демографски подаци
Мерсфелд се налази у савезној држави Рајна-Палатинат у округу Донерсберг. Општина се налази на надморској висини од 275 метара. Површина општине износи 5,2 km². У самом мјесту је, према процјени из 2010. године, живјело 530 становника. Просјечна густина становништва износи 101 становника/km².